# Алханчуртская долина
Алханчу́ртская доли́на (чечен. ШинарегIан юкъ, ингуш. Шин аргӀа юкъ) — продольное понижение между Терским и Сунженским хребтами в Предкавказье, расположенное главным образом на территории Чечни и Ингушетии.
Протяжённость составляет 110 км, ширина — до 10 км. Преобладают степные ландшафты, которые большей частью освоены и используются для земледелия. Долина обводнена Алханчуртским каналом, берущим воду из Терека.